# Saltonské moře
Saltonské moře (anglicky Salton Sea) je slané jezero na jihu státu Kalifornie v USA. Nachází se v Dolnokalifornské propadlině. Má rozlohu 630 km². Dosahuje maximální hloubky 6 m. Leží v nadmořské výšce -69 m.
Kolem jezera se v polovině 20. století rozkládaly prosperující turistické resorty s hotely a jachtovými kluby, jezero tehdy bylo domovem mnoha ryb a vodních ptáků. Od 70. let vlivem několika faktorů život v jezeře zaniká, uhynuly zde miliony ryb a vodních živočichů. Někdejší pláže jsou v důsledku této ekologické katastrofy pokryty jejich kostmi a mrtvými těly, což je zdrojem výrazného zápachu. Rozloha jezera se zmenšuje, každoročně se tak zvyšuje jeho salinita. Turistický ruch skončil, řada obyvatel opustila své domovy, nemovitosti se staly neprodejné.  

## Vznik a rozvoj

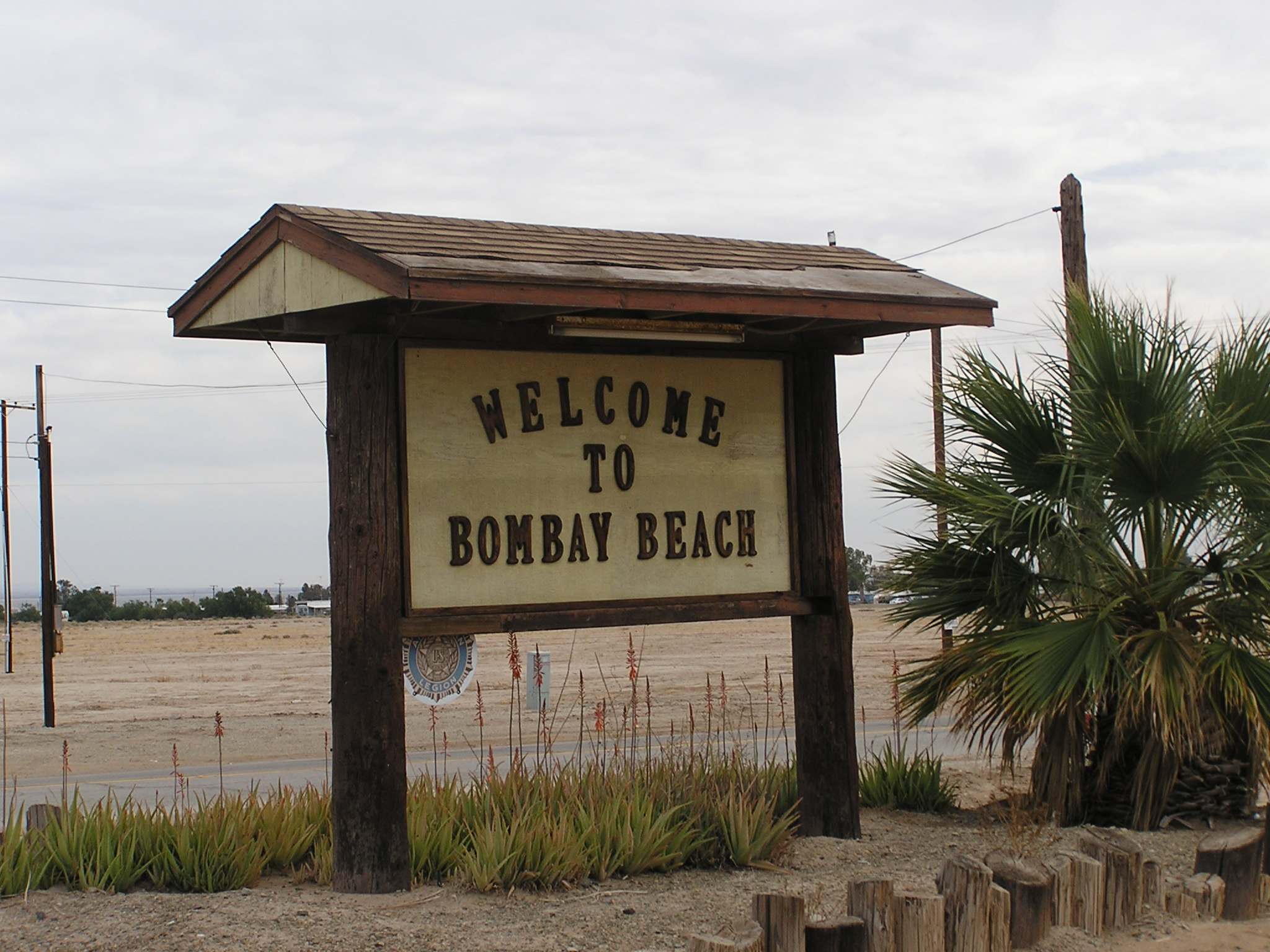
Historická tabule z doby rozkvětu

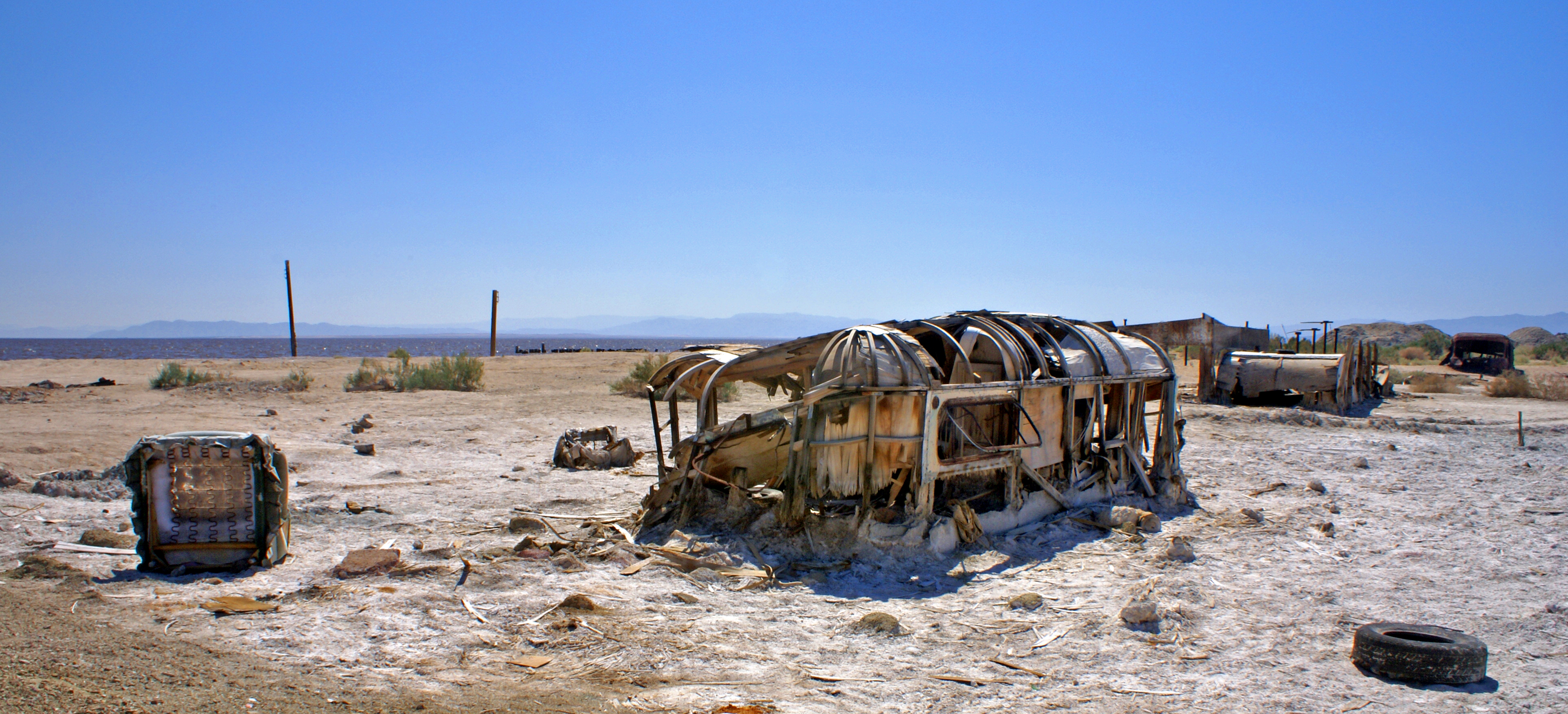
Bombay Beach, 2008

Vzniklo v roce 1905, když se řeka Colorado rozvodnila a protrhla hráze na Alamském zavlažovacím kanálu (Alamo Canal). Ten sice vodu do údolí přiváděl už asi pět let, ale zanášel se bahnem. Inženýr Charles Rockwood se proto rozhodl přivést do něj vodu z Colorada dalším přítokem (tzv. Lower Mexican Intake). Ten však byl postaven bez povolení mexických úřadů a bez stavidel. Při povodni voda z kanálu dvěma suchými koryty (New River, Alamo River) začala proudit do zasolené propadliny na místě dnešního jezera. Trvalo dva roky, než se podařilo únik vody zastavit. I v důsledku tohoto problému se americká vláda v roce 1922 rozhodla postavit Hooverovu přehradu, která záplavy na řece Colorado ukončila.
V údolí se začalo dařit zemědělství, v jezeře žilo mnoho ryb a vodních živočichů, kteří byli v pouštní oblasti potravou pro mnoho druhů ptactva. Hladinu jezera v té době udržovaly občasné záplavy. V roce 1936 však byla zprovozněna Hooverova přehrada, čímž záplavy ustaly. V roce 1942 byl dokončen All-American Canal na americkém území, který nahradil Alamo Canal, procházející Mexikem. 
V 50. a 60. letech zažila oblast nejlepší časy. Byly zde vybudovány hotely, restaurace, jachtařské a golfové kluby, soukromé domy i školy. Turisté přijížděli za rekreací, projížďkami na lodích, vodním lyžováním a rybařením. Na vrcholu tohoto období to bylo 1,5 milionu návštěvníků ročně. Vznikly velkolepé plány rozvoje. Místo navštěvovaly celebrity jako Frank Sinatra, The Beach Boys nebo Bing Crosby. Prezident Dwight D. Eisenhower sem jezdil hrávat golf.

## Úpadek

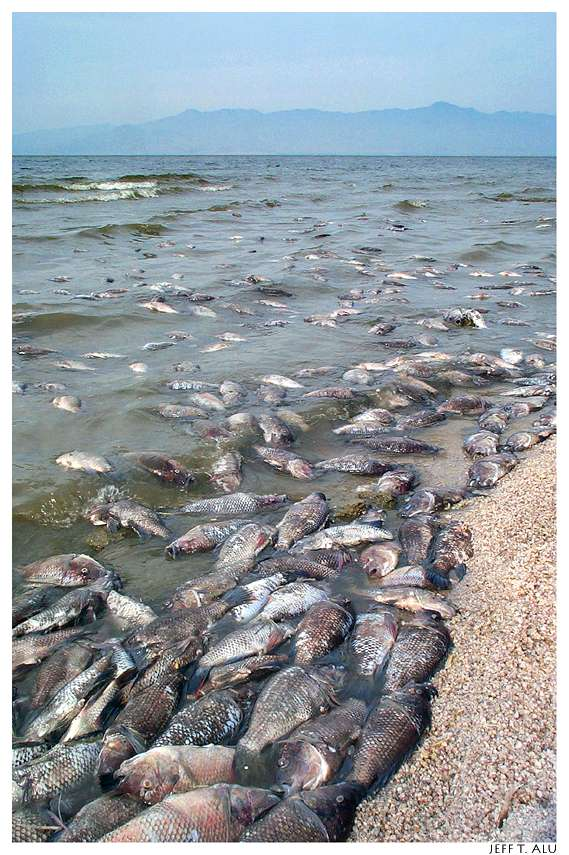
Mrtvé tilápie na břehu jezera, rok 2000

Břehy ustupujícího jezera pokrývají zbytky ryb a vodních živočichů

V 60. letech začaly vznikat vědecké studie, které u bezodtokého jezera předvídaly závažné problémy. All-American canal přivádí vodu k zemědělským farmám, odkud se pak dostává do New River a Alamo River. Poté však už obsahuje mj. hnojiva, zejm. dusičnany, nebo selen. Při průchodu ložisky soli se zvyšuje její salinita, koncentraci soli ještě zvyšuje odpařování vody v pouštním podnebí.
Stoupající slanost a znečištění vody vedly k postupnému úhynu vodních živočichů i zmenšování rozlohy jezera. Na konci 70. let začaly hynout ryby, zredukovala se ptačí populace. 
V téže době zažila oblast sérii silných tropických bouří (např. hurikán Kathleen), během nichž hladina jezera prudce vystoupala nad obvyklou úroveň jeho břehů. Řada rekreačních podniků i domů v okolních městečcích se ocitla pod vodou, některé byly neopravitelně poškozeny. Část majitelů je proto opustila. Turismus se propadl, mj. proto, že jezero začalo silně zapáchat.
Nadále se zvyšovala slanost jezera i jeho znečištění hnojivy, které přinášela voda přitékající od zemědělských farem. V 90. letech začaly ryby hromadně vymírat, břehy jezera byly pokryty jejich mrtvými těly. V rybí populaci se rozšířil botulismus. Nakažené tilápie však nadále byly potravou ptáků – během čtyř měsíců v roce 1996 kvůli tomu zemřelo 14000 ptáků, téměř 10000 z nich byli pelikáni. Jejich mrtvá těla byla spalována 24 hodin denně po několik týdnů. Pověst jezera jako rekreační oblasti byla zničena. 
V roce 1999 se jezero začalo rychle zmenšovat. Úbytek vodní plochy vedl k zániku zbývajících podniků. Obnažené břehy jezera vyschly a vítr z nich po okolí roznáší prach, který může být kontaminován herbicidy, pesticidy nebo těžkými kovy. V okolí Saltonského moře tak byl zaznamenán např. vyšší výskyt astmatu u dětí.

## Vodní režim
Zdrojem vody do jezera jsou vypouštěné zavlažovací kanály z jižně položeného údolí Imperial. Jeho salinita se každý rok zvyšuje. Činí 60 promile (voda v oceánech má zhruba 35 promile).
Ve zvlášť suchých letech se jezero rozpadá na oddělené části. Vědci očekávají, že jeho zmenšování bude nadále pokračovat.